# Aleksander Martinjuk
Aleksander Akimovič Martinjuk (rusko Александр Акимович Мартынюк), ruski hokejist, * 11. september 1945, Moskva, Sovjetska zveza, † 16. november 2022.
Martinjuk je v sovjetski ligi igral celotno kariero za klub Spartak Moskva, na 410-ih prvenstvenih tekmah je dosegel 212 golov. Za sovjetsko reprezentanco je nastopil na dveh svetovnih prvenstvih, na katerih je osvojil dve zlati medalji. Za reprezentanco je nastopil na 45-ih tekmah, na katerih je dosegel 24 golov.

## Pregled kariere
Odebeljeno - reprezentančni nastopi, glej tudi Statistika pri hokeju na ledu.
| Moštvo          | Liga                 | Sezona |    | Redni del | Redni del | Redni del | Redni del | Redni del | Redni del |   | Končnica | Končnica | Končnica | Končnica | Končnica | Končnica |
| --------------- | -------------------- | ------ | -- | --------- | --------- | --------- | --------- | --------- | --------- | - | -------- | -------- | -------- | -------- | -------- | -------- |
| Moštvo          | Liga                 | Sezona | OT | G         | P         | T         | +/-       | KM        | OT        | G | P        | T        | +/-      | KM       |          |          |
| Spartak Moskva  | Sovjetska liga       | 69/70  |    |           |           |           |           |           |           |   |          |          |          |          |          |          |
| Sovjetska zveza | Svetovno prvenstvo A | 71     |    | 9         | 4         | 4         | 8         |           | 2         |   |          |          |          |          |          |          |
| Sovjetska zveza | Summit Series        | 72     |    | 1         | 0         | 0         | 0         |           | 0         |   |          |          |          |          |          |          |
| Sovjetska zveza | Svetovno prvenstvo A | 73     |    | 10        | 12        | 4         | 16        |           | 2         |   |          |          |          |          |          |          |
| Skupaj          |                      |        |    | 20        | 16        | 8         | 24        |           | 4         |   |          |          |          |          |          |          |